# Радаи, Гедеон (министр)
Граф Гедеон Радаи (венг. Ráday Gedeon; 4 мая 1841, Пецель — 26 декабря 1883, Вена) — австро-венгерский военный, политический и государственный деятель, министр гонведа Транслейтании (министр обороны венгерской части империи; 1882—1883).

## Биография
В чине гусарского ротмистра в 1859 году участвовал в австро-итало-французской войне, затем в 1866 — в австро-прусско-итальянской войне. Отличился в сражении при Кёниггреце.
В 1862—1865 годах служил адъютантом императора Франца Иосифа I.
С 1875 Радаи был членом венгерской партии Независимости, позже присоединился к венгерской Либеральной партии.
После смерти Белы Сенде в 1882 был назначен министром обороны гонведа Транслейтании (министр обороны венгерской части империи) и находился на этом посту до смерти в 1883 году.